# زینایدا گرچانایا
زینایدا گرچانایا (روسی: Зинаида Петровна Гречаная؛ زادهٔ ۷ فوریهٔ ۱۹۵۶) یک سیاست‌مدار اهل مولداوی است. وی از مارس ۲۰۰۸ تا سپتامبر ۲۰۰۹ نخست‌وزیر مولداوی بود.